# Ahar (ruïnes)
Ahar fou una antiga ciutat del Rajasthan, al districte d'Udaipur, a uns 5 km a l'est d'Udaipur (Rajasthan). La ciutat va donar nom també al riu Ahar o Berach. Ahar, Chitor i Nagda van formar el nucli de la regió de Medpat que després fou el regne de Mewar.
La llegenda diu que fou fundada per Asaditya al lloc de Tamba Nagari, la capital dels tuar o tonwar, ancestres del rei Vikramaditya de Malwa, abans de d'obtenir Awinti o Ujjain el 1075; el nom de Tamba Nagari fou canviat a Ar, Aghata, Aghatpura, Aghatpur (nom donat pels jains),, Ahad, Aitpoor, Anandpur o Anandpura, Atpur, Atpur, Atpura, Atpurah, i Gangodbhav Tirtha, i finalment a Ahar. De Ahar deriva el patronímic ahària donat als rajputs gehlots (nom que portaven abans els sisòdies rajputs, al clan dels quals pertanyé la família reial) quan van viure a la zona exiliats (segle x).
A la part oriental hi ha uns grans munts sota els quals hi ha edificis i temples i on s'han fet troballes d'escultures, poteria i monedes. Algun dels temples remuntaria al segle x. Aquesta zona es diu Dhulkopt que vol dir "Fortalesa de terra"; es conserven les restes en bon estat de quatre temples jains construïts sobre estructures més antigues, que datarien de vers el segle x fins al XV (Mira Baibuilt, del segle x; Adinath, del segle XI; i els temples Mahavira del segle XV). Les pedres dels temples i edificis foren utilitzades per la construcció dels cenotafis dels ranes a la nova vila d'Ahar que va sorgir a un km a l'oest. Proper als temples (cap a la nova ciutat) hi ha el Gangod Bawa Kund, que segons la creença popular servia com a reserva d'aigua que s'omplia amb la que venia d'un riu soterrani que era una veta del Ganges.
Nagda fou la capital dels gehlots o guhilots rajputs entre el llegendari Nagadituya (626-646) i Mahendra II (688-734) i llavors Ahar era lloc de pelegrinatge i anomenada Gangodbhav Tirtha (Gangodbhav = reserva d'aigua; Tirtha, lloc sagrat de pelegrinatge). Deu anys després fou feta capital dels gehlots o guhilots (antecedents de la dinastia sisòdia de Mewar). Rajputs procedents de Malwa van atacar al rawal  Allat (951-953) a Chitor i aquesta fortalesa va haver de ser abandonada i retornar a Ahar. Fou la capital per 23 generacions fins Jaitra Singh (1213-1253) que finalment va poder retornar a Chitor. Quan aquesta ciutat fou saquejada per darrera vegada el 1568, Udai Singh II va establir la seva capital a uns 5 km a l'oest d'Ahar i la va anomenar Udaipur. El 1615 Amar Singh, després de fer la pau amb els mogols, va tenir una depressió i es va retirar a un haveli a la nova vila d'Ahar, sorgida al costat de l'anterior, on va anunciar que abdicava en el seu fill Karan Singh; va morir sis mesos després a Ahar.